# Vicente Battista
Vicente Óscar Battista (30 de agosto de 1940, Barracas, Buenos Aires, Argentina) es un escritor y guionista argentino.

## Biografía
Entre 1963 y 1969 integró la redacción de la revista literaria El escarabajo de oro y, en 1971, fundó con Gerardo Mario Goloboff y codirigió la revista de ficción y pensamiento crítico Nuevos Aires. 
Publicó seis libros de cuentos y seis novelas. Estrenó una pieza teatral. Diversas antologías de América y Europa, así como diferentes sitios de Internet, han recogido algunos de sus cuentos. 
En 1973 se trasladó a España, y vivió en Barcelona y Canarias hasta 1984. Actualmente vive en Buenos Aires.
En la actualidad tiene una columna semanal titulada "Escritores y escrituras" en el Suplemento Literario Télam de la Agencia nacional de Noticias Télam.
En 1995 recibió el Premio Planeta de Argentina por un jurado integrado por Abelardo Castillo, Antonio Dal Masetto, José Pablo Feinmann y Juan Forn.

## Obra publicada

### Cuentos
- Los muertos. Buenos Aires: Jorge Álvarez. 1968. OCLC 317777.
- Esta noche reunión en casa. Buenos Aires: Centro Editor de América Latina. 1972. OCLC 4299686.
- Como tanta gente que anda por ahí. Barcelona: Editorial Planeta. 1975. ISBN 9788432025037.
- El final de la calle. Emecé. 1992. ISBN 9789500412001.
- La gallina degollada - antología de cuentos. Buenos Aires: Ediciones del Dock. 1994. OCLC 760617751.
- El mundo de los otros. La Habana: Casa de las Américas. 2006. ISBN 9789592601482.
- La huella del crimen. Buenos Aires: Cántaro. 2007. ISBN 9789507532245.
- Antología Personal. Buenos Aires: Desde la Gente. 2009. ISBN 978-950-860-227-5.
- Días como sombras. Buenos Aires: Desde la Gente. 2019. ISBN 9789508603128.

### Novelas
- El libro de todos los engaños. Buenos Aires: Bruguera. 1984. ISBN 9789505610518.
- Siroco. Buenos Aires: Editorial Legasa. 1985. ISBN 9789506000578.
- Sucesos Argentinos. Buenos Aires: Planeta. 1995. ISBN 9789507426674.
- Gutiérrez a secas. Barcelona: RBA Libros. 2001. ISBN 9788479018245.
- Cuaderno del ausente. Buenos Aires: El Ateneo. 2009. ISBN 9789500204644.
- Ojos que no ven. Buenos Aires: El Ateneo. 2012. ISBN 9789500206686.
- El simulacro de los espejos. Buenos Aires: Editorial Hugo Benjamín. 2024. ISBN 9786316548252.

### Ensayos
- Literatura latinoamericana en lengua española (en colaboración con Jordi Estrada) (1974) Editorial Planeta (Barcelona)
- La kabala. Barcelona: Bruguera. 1977. ISBN 9788402050120.
- Enlaces y cabos sueltos. Buenos Aires: Desde la Gente, Ediciones del IMFC. 2013. ISBN 9789508602589.
- Walsh, 1957 - Acerca de Operación Masacre. Buenos Aires: Unipe Editorial Universitaria. 2019. ISBN 9789873805387.

### Teatro (representado)
- Dos almas que en el mundo / Sala Enrique Muiño del Centro Cultural San Martín, desde octubre de 1986 hasta abril de 1987.
- Centro Cultural de la Cooperación / Centro Cultural San Martín / El Extranjero, octubre 2014 hasta septiembre de 2015.

### Guiones (filmados)
- Los viejos, telefilm por canal 7, en el ciclo "Los mejores cuentos argentinos"
- La familia unida esperando la llegada de Hallewyn, largometraje dirigido por Miguel Bejo, Gran Premio en el Festival Internacional de Manheinn, Alemania (1972)

### Premios
- Fondo Nacional de las Artes (1968), por Los Muertos
- Mención Casa de las Américas (Cuba) (1969), por Los Muertos
- Municipal de Literatura (1990), por El final de la calle
- Planeta Argentina de Novela (1995), por Sucesos Argentinos
- Premio Rómulo Gallegos (2025)

### Traducciones
- Siroco (1993) Editions Le Mascaret (Francia)
- Sucesos Argentinos  (bajo el título: Le tango de l’homme de paille) (2000) Gallimard (Francia)
- Gutiérrez, a secas  (2014) (Editorial Voland) Roma / Italia